# Rodrigo Gracie
Rodrigo Gracie (Rio de Janeiro, 11 de março de 1975) é um empresario e ex-lutador brasileiro de artes marciais mistas especialista em Jiu-jitsu brasileiro. Rodrigo é filho de Reylson Gracie e neto de Carlos Gracie.
Membro da família Gracie de Brazil. Rodrigo é filho de Jiu-Jitsu Grandmaster Reylson Gracie e neto do fundador do Gracie Jiu-Jitsu, Carlos Gracie.  Rodrigo começou a treinar Jiu-Jitsu com a idade de 4 e foi premiado a faixa-preta com 18 anos de idade pelo seu pai. Ele, então, foi para os Estados Unidos para ensinar na academia de seu pai, na Califórnia. 
Alguns anos mais tarde, ele foi para Nova York para treinar e trabalhar com seu primo Renzo Gracie.
À procura de novos desafios e oportunidades Rodrigo mudou-se para Los Angeles, Califórnia, onde foi recebido pelo seu primo Royce Gracie. Rodrigo e Royce começaram a treinar juntos, bem como passar muito tempo como família. Gracie é o instrutor chefe da Rodrigo Gracie Jiu-Jitsu em Palos Verdes, Califórnia. Rodrigo também viaja para realização de seminários em todo o mundo e em alguns dos "Royce Gracie Jiu-Jitsu Networks".

## Livros
Gracie co-escreveu três livros didáticos sobre Brazilian jiu-jitsu com o autor Kid Peligro, "Brazilian Jiu-Jitsu:No holds Barred", "The Path to the Black Belt" e "The Complete guide to Gracie Jiu-Jitsu"

## Cartel no MMA
| Cartel no MMA   |            |            |
| 9 lutas         | 6 vitórias | 2 derrotas |
| Por finalização | 2          | 0          |
| Por decisão     | 4          | 2          |
| Empates         | 1          | 1          |
| No contest      | 0          | 0          |

| Res.    | Cartel | Oponente       | Método                             | Evento                         | Data                    | Round | Tempo | Local                 | Notas |
| ------- | ------ | -------------- | ---------------------------------- | ------------------------------ | ----------------------- | ----- | ----- | --------------------- | ----- |
| Derrota | 6-2-1  | Shungo Oyama   | Decisão (maioria)                  | K-1 - Hero's 6                 | 5 de agosto de 2006     | 2     | 5:00  | Tóquio, Japão         |       |
| Empate  | 6-1-1  | Hidetaka Monma | Empate                             | MARS World Grand Prix          | 4 de fevereiro de 2006  | 3     | 5:00  | Tóquio, Japão         |       |
| Vitória | 6-1    | Kiuma Kunioku  | Decisão (unânime)                  | K-1 - Hero's 2                 | 6 de julho de 2005      | 2     | 5:00  | Tóquio, Japão         |       |
| Derrota | 5-1    | B.J. Penn      | Decisão (unânime)                  | Rumble on the Rock 6           | 20 de novembro de 2004  | 3     | 5:00  | Honolulu, Hawaii, EUA |       |
| Vitória | 5-0    | Hayato Sakurai | Decisão (unânime)                  | Pride Bushido 2                | 15 de fevereiro de 2004 | 2     | 5:00  | Yokohama, Japão       |       |
| Vitória | 4-0    | Daiju Takase   | Decisão (unânime)                  | Pride Bushido 1                | 5 de outubro de 2003    | 2     | 5:00  | Saitama, Japão        |       |
| Vitória | 3-0    | Yuki Sasaki    | Decisão (dividida)                 | Pride 24                       | 23 de dezembro de 2002  | 3     | 5:00  | Fukuoka, Japão        |       |
| Vitória | 2-0    | Daijiro Matsui | Finalização (Guilhotina)           | Pride 19                       | 24 de fevereiro de 2002 | 3     | 0:28  | Saitama, Japão        |       |
| Vitória | 1-0    | Kyle DeMello   | Finalização (Side Estrangulamento) | Vengeance at the Vanderbilt 10 | 10 de novembro de 2000  | 1     | 0:34  | Nova York, EUA        |       |